# Era dorada de la radio

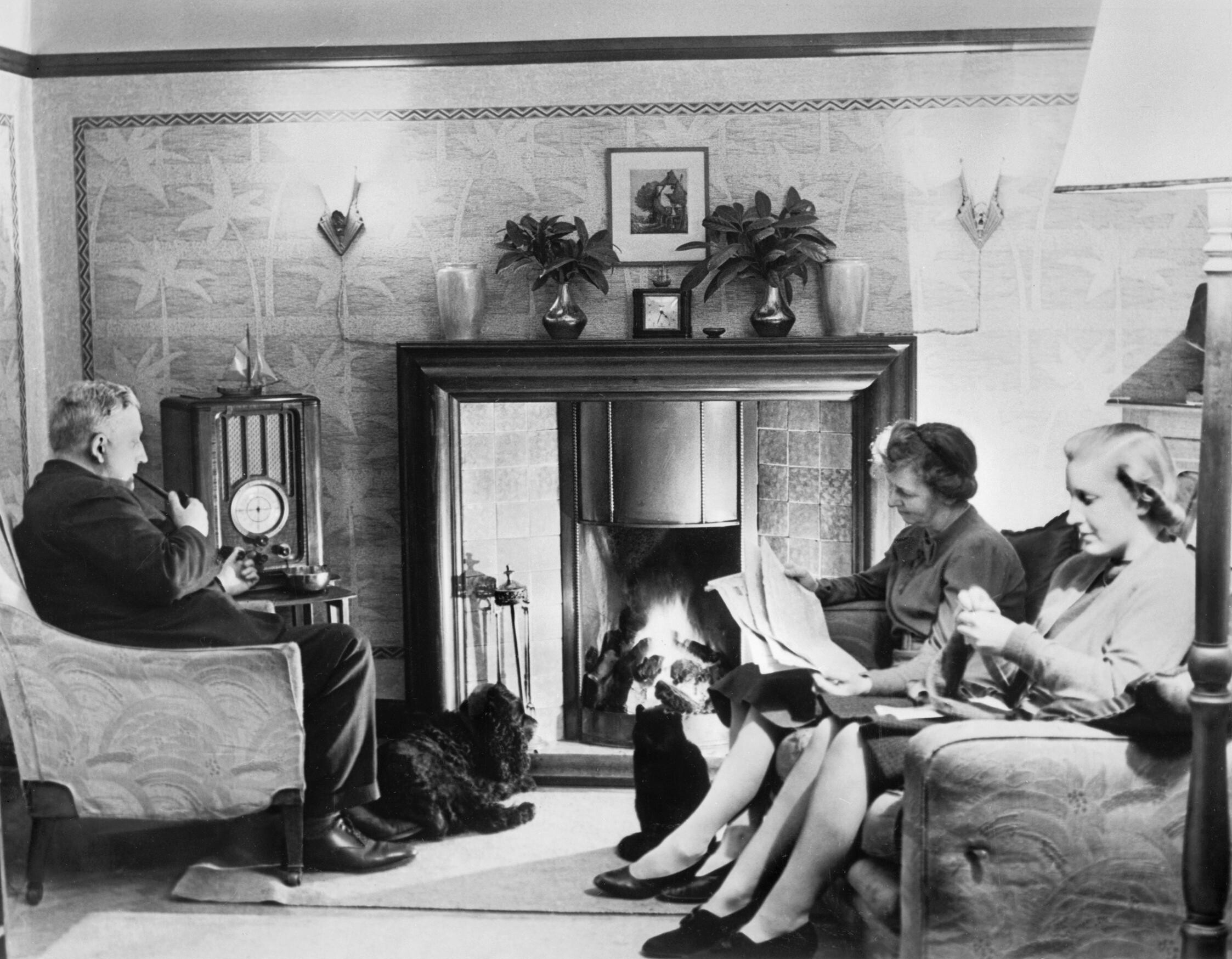
Entre las décadas de 1920 y 1950, la radio fue el medio de entretenimiento familiar dominante hasta que fue gradualmente sustituida por la televisión.

Era dorada de la radio (golden age of radio o old-time radio en inglés) fue el mayor período de la radio estadounidense, durante el cual, la radio era el medio electrónico dominante de entretenimiento doméstico. Comenzó con el nacimiento de la radiodifusión comercial a principios de los años 1920 y siguió hasta los años 1950, cuando la televisión reemplazó gradualmente a la radio como el medio preferido para la programación de guiones radiofónicos.
La radio fue el primer medio de transmisión, la gente sintonizaba sus programas de radio favoritos y las familias se reunían para escucharla por la noche en sus casas. Según una encuesta de C. E. Hooper en 1947, 82 de cada 100 estadounidenses fueron oyentes de radio. Se crearon una variedad de nuevos formatos y géneros de entretenimiento para el nuevo medio, muchos de los cuales migraron a la televisión: radioteatro, seriales de thriller, telenovelas, concursos, espectáculos de talentos, deportes, música, espectáculos de variedades, comedias de situación, programas infantiles o shows de cocina.

## Orígenes
Las transmisiones de dramas, comedias, música y noticias en vivo que caracterizaban a la era dorada de la radio tuvieron un precedente en el Théâtrophone, comercialmente presentado en París en 1890 y disponible hasta 1932. Permitió a los oyentes escuchar las transmisiones en vivo sobre informes noticiarios mediante una red telefónica. 
En la víspera de Navidad de 1906, se dice que Reginald Fessenden transmitió el primer programa de radio, que consistió en tocar el violín y leer pasajes de la Biblia. Si bien el papel de Fessenden como inventor y primer experimentador de radio no está en disputa, varios investigadores de radio contemporáneos han cuestionado si se realizó la transmisión en Nochebuena o si la fecha fue en realidad varias semanas antes. La primera referencia publicada al evento fue hecha en 1928 por HP Davis, vicepresidente de Westinghouse Electric, en una conferencia en la Universidad de Harvard. En 1932, Fessenden citó el evento de transmisión de Nochebuena de 1906 en una carta que escribió al vicepresidente SM Kinter de Westinghouse Electric. La esposa de Fessenden, Helen, relata la transmisión en su libro Fessenden: Builder of Tomorrows (1940), ocho años después de la muerte de Fessenden. El tema de si la transmisión de Fessenden de 1906 se realizó en realidad se discute en el artículo de Donna Halper "En busca de la verdad sobre Fessenden"  y también en los ensayos de James O'Neal. En 2006, el Dr. John S. Belrose, radiocientista emérito del Centro de Investigación de Comunicaciones de Canadá, ofreció un argumento anotado que apoya a Fessenden como la primera emisora de radio del mundo, en su ensayo "Transmisión de Nochebuena de 1906 de Fessenden".
No fue hasta después del hundimiento del RMS Titanic en 1912 que la radio se puso de moda para la comunicación masiva, inspirada primero por el trabajo de los radioaficionados ("ham"). La radio fue especialmente importante durante la Primera Guerra Mundial, ya que era vital para las operaciones aéreas y navales. La Primera Guerra Mundial provocó importantes desarrollos en la radio, reemplazando el código morse del telégrafo inalámbrico por la comunicación vocal del teléfono inalámbrico, a través de los avances en la tecnología de la válvula termoiónica y la introducción del transceptor.
Después de la guerra, numerosas estaciones de radio nacieron en los Estados Unidos y establecieron el estándar para los programas de radio posteriores. El primer programa de noticias de radio se emitió el 31 de agosto de 1920 en la estación 8MK de Detroit, propiedad de The Detroit News. La estación cubrió los resultados de las elecciones locales. Esto fue seguido en 1920 con la primera estación de radio comercial en los Estados Unidos, KDKA, que se estableció en Pittsburgh. Los primeros programas regulares de entretenimiento se emitieron en 1922, y el 10 de marzo, Variety publicó el titular de la primera página: "Radio Sweeping Country: 1,000,000 Sets in Use". Un punto culminante de esta época fue el primer Rose Bowl que se emitió el 1 de enero de 1923 en la estación KHJ de Los Ángeles.

## Programación
Durante la era dorada de la radio, se crearon nuevas formas de entretenimiento para el nuevo medio que luego se trasladaron a la televisión, como: radioteatro, seriales de thriller, telenovelas, concursos, espectáculos de talentos, comedias de situación, espectáculos de variedades, deportes, programas infantiles, shows de cocina y conciertos de música en vivo. Además, la capacidad del nuevo medio para obtener información para las personas creó el formato de las noticias de radio modernas: periodismo (como Vox Pop), paneles de discusión o informes meteorológicos.
Los primeros programas de radio de la década de 1920 fueron en gran parte sin patrocinio. Las estaciones de radio eran un servicio diseñado para vender receptores de radio. A finales de la década de los años 1920, la radio había alcanzado una masa crítica y había saturado el mercado, lo que requería un cambio en el modelo de negocios. Los comerciales musicales pronto se convirtieron en el formato de programa más popular. El patrocinio de radio más temprano llegó en la forma de vender los derechos de denominación del programa, como lo demuestran programas como: The A&P Gypsies, Champion Spark Plug Hour, The Clicquot Club Eskimos y King Biscuit Time. Durante las décadas de 1930 y 1940, las orquestas más importantes se escucharon a menudo a través de los controles remotos de grandes bandas. El programa Monitor de la NBC continuó a través de la transmisión de música en vivo desde los clubes de jazz de la ciudad de Nueva York hasta las zonas rurales.
Los programas de música clásica en el aire incluyen The Voice of Firestone y The Bell Telephone Hour, con la participación de directores de orquesta como Emerson Buckley. Texaco patrocinó las transmisiones de radio de Metropolitan Opera. Las transmisiones, ahora patrocinadas por los Toll Brothers, continúan hasta hoy en todo el mundo y son uno de los pocos ejemplos de música clásica en vivo que aún se emiten en la radio. Uno de los programas de radio de música clásica más notables de la era dorada contó con el célebre director de orquesta italiano Arturo Toscanini, dirigiendo la Orquesta Sinfónica de la NBC. En ese momento, casi todos los músicos y críticos clásicos consideraban a Toscanini como el mejor maestro en vida. Los compositores populares como George Gershwin también aparecieron en la radio (Gershwin, además de las frecuentes apariciones como invitado, también tenía su propio programa en 1934). La Orquesta Filarmónica de Nueva York también tenía conciertos semanales en la radio. No había una estación de radio de música clásica dedicada como NPR en ese momento, por lo que los programas de música clásica tenían que compartir la red en la que se transmitían con los más populares, como en los días de la televisión antes de la creación de NET y PBS.
La música country también gozó de popularidad. El National Barn Dance, iniciado en la WLS de Chicago en 1924, fue recibido por NBC Radio en 1933. En 1925, WSM Barn Dance salió al aire desde Nashville. Pasó a llamarse Grand Ole Opry en 1927 y la NBC llevó transmisiones de 1944 a 1956. La NBC también transmitió The Red Foley Show de 1951 a 1961, y ABC Radio llevó el Ozark Jubilee de 1953 a 1961.
La radio atrajo a muchos talentos de comedia del vodevil y de Hollywood durante varios años: Abbott y Costello, Benita Hume, Billie Burke, Bob Burns, Bob Hope, Dalva de Oliveira, Ed Wynn, Eddie Cantor, Fanny Brice, Fred Allen, Groucho Marx, Jack Benny, Jean Shepherd, Jimmy Durante, Judy Canova, Phil Harris, Red Skelton, Ronald Colman o Victor Borge. Las comedias de situación también ganaron popularidad como: Amos 'n' Andy, Burns and Allen, Easy Aces, Ethel and Albert, Fibber McGee and Molly, The Great Gildersleeve, The Halls of Ivy, The Goldbergs, Meet Corliss Archer, Meet Millie o Our Miss Brooks.
La comedia radiofónica abarcó desde el humor de Lum y Abner, Herb Shriner y Minnie Pearl hasta las caracterizaciones dialectales de Mel Blanc y el sarcasmo cáustico de Henry Morgan. Los gags se entregaron semanalmente en Stop Me If You've Heard This One y Can You Top This?, programas de panel dedicados al arte de contar chistes. Los monólogos se publicaron en It Pays to Be Ignorant y otras parodias memorables fueron presentadas por satiristas como Spike Jones, Stoopnagle y Budd, Stan Freberg y Bob y Ray. La comedia británica llegó a las costas estadounidenses cuando la NBC transmitió The Goon Show a mediados de la década de 1950.
Algunos programas se originaron como producciones teatrales: What a Life, de Clifford Goldsmith, fue reelaborada en la popular Aldrich Family (1939–1953) de NBC. Asimismo, George S. Kaufman y Moss Hart ganaron el premio Pulitzer, además del éxito de Broadway, You Can't Take It with You (1936), que se convirtió en una comedia semanal que se escuchó en Mutual (1944) con Everett Sloane y en NBC (1951) con Walter Brennan.
Otros programas fueron adaptados desde historietas, como: Archie Andrews, Blondie, Dick Tracy, Gasoline Alley, The Gumps, Li'l Abner, Little Orphan Annie, Popeye the Sailor, Red Ryder, Reg'lar Fellers, Terry y los piratas y Tillie the Toiler. Además, The Timid Soul fue una comedia de 1941–1942 basada en el famoso dibujante H.T. Webster. Por otra parte, Caspar Milquetoast y Ripley's Believe It or Not! se adaptaron a varios formatos de radio diferentes durante las décadas de 1930 y 1940. Asimismo, algunos programas de radio dieron origen a tiras cómicas derivadas, como My Friend Irma protagonizada por Marie Wilson.
La primera telenovela, Clara, Lu and Em se introdujo en 1930 en la WGN de Chicago. Cuando comenzaron las series diurnas a principios de la década de 1930, las telenovelas se conocían en inglés como "soap operas" porque muchas de ellas estaban patrocinadas por detergentes y productos de jabón. En la línea de series de aventuras a última hora de la tarde incluyó: Bobby Benson and the B-Bar-B Riders, The Cisco Kid, Jack Armstrong, All-American Boy, Captain Midnight o The Tom Mix Ralston Straight Shooters. Las insignias, los anillos, los dispositivos de decodificación y otras primas de radio ofrecidas en estos programas de aventuras a menudo se aliaron con el producto de un patrocinador, lo que obligó a los jóvenes oyentes a enviar un correo boxtop de un cereal de desayuno u otra prueba de compra.
Los dramas fueron presentados en programas como: 26 by Corwin, NBC Short Story, Arch Oboler's Plays, Quiet,Please, Yours Truly,Johnny Dollar, CBS Radio Workshop o 2000 Plus. Asimismo, The Mercury Theatre y The Campbell Playhouse de Orson Welles, fue considerado por muchos críticos como la mejor antología de radio dramática jamás presentada. Por lo general, protagonizaron a Welles en el papel principal, junto con famosas estrellas invitadas como Helen Hayes o Margaret Sullavan, en adaptaciones de la literatura, Broadway y/o películas. Incluían títulos como: Oliver Twist, Historia de dos ciudades, Liliom, Horizontes perdidos o The Murder of Roger Ackroyd. Fue en el Mercury Theatre donde Welles presentó su célebre, aunque infame, adaptación de La guerra de los mundos en 1938, con un formato similar a la de una noticia de última hora. El Theatre Guild on the Air presentó adaptaciones de obras clásicas y de Broadway. Sus adaptaciones de Shakespeare incluyeron: Macbeth (de una hora) protagonizada por Judith Anderson y Maurice Evans, y Hamlet (de 90 minutos) protagonizada por John Gielgud. Las grabaciones de muchos de estos programas siguen intactas en la actualidad.
Durante la década de los años 1940, Basil Rathbone y Nigel Bruce, famosos por interpretar a Sherlock Holmes y al Doctor Watson en las películas, repitieron sus caracterizaciones en el programa de radio The New Adventures of Sherlock Holmes, que contó con dos historias originales y episodios directamente adaptados de Arthur Conan Doyle. Ninguno de los episodios en los que Rathbone y Bruce protagonizaron este programa fueron filmados con los dos actores como Holmes y Watson, por lo que la radio se convirtió en el único medio en el que el público podía experimentar a Rathbone y Bruce en algunas de las historias más famosas de Holmes, como The Speckled Band. También hubo muchas dramatizaciones de las historias de Sherlock Holmes en la radio sin Rathbone y Bruce.
Durante la última parte de su carrera, el célebre actor John Barrymore protagonizó un programa de radio, Streamlined Shakespeare, que lo presentó en una serie de adaptaciones de una hora sobre obras de Shakespeare, muchas de las cuales Barrymore nunca apareció ni en el escenario ni en las películas, como Noche de reyes y Macbeth.
Lux Radio Theatre y The Screen Guild Theatre presentaron adaptaciones de películas de Hollywood, realizadas ante un público en vivo, generalmente con miembros del elenco de las películas originales. Escape, Suspense, The Mysterious Traveller o Inner Sanctum Mystery fueron antologías populares de thrillers. Los principales escritores que crearon material original para la radio incluyeron a: Arch Oboler, Archibald MacLeish, Arthur Miller, Carlton E. Morse, David Goodis, Irwin Shaw, Jay Bennett, Norman Corwin, Rod Serling o Wyllis Cooper.